# Grupo Queiroz Galvão
Grupo Queiroz Galvão S.A. (S.A. Empresa de capital fechado) ist ein brasilianischer Mischkonzern. Das Unternehmen wurde 1953 als Bauunternehmen von den vier Brüdern Antonio, Mário, João und Dario de Queiroz Galvão mit Sitz in Recife gegründet. Im Jahr 1963 verlegte die Gesellschaft ihren Sitz nach Rio de Janeiro.
Heute ist es ein international tätiges Unternehmen in der Bau-, Öl-, Gas-, Lebensmittel- und Stahlindustrie und beschäftigt weltweit rund 46.000 Mitarbeiter in rund 40 Betrieben. Das Unternehmen ist im Privatbesitz der brasilianischen Familie Galvão. Die Galvão Gruppe ist auch Hauptteilhaber der Werft Estaleiro Atlântico. 